# Pavillon de l'Allemagne à l'Exposition universelle de 1937
Le pavillon de l'Allemagne (en allemand : Deutsche Haus) ou « Palais de l'Allemagne  » à l'Exposition universelle de 1937 à Paris était placé juste en face du pavillon soviétique et était logé dans un très haut parallélépipède de marbre blanc, surmonté d'un grand aigle et d'une croix gammée, symboles du nazisme.
Albert Speer, chargé de la conception du pavillon, voit des dessins secrets du pavillon de l'URSS lors d'une visite d'inspection du site de l'Exposition universelle de Paris. Il est frappé par « un couple de figures sculptées, s'avançant triomphalement vers le pavillon allemand » — c'est-à-dire la statue de L'Ouvrier et la Kolkhozienne surmontant le pavillon russe — et envisage une réponse architecturale à l'imposant groupe sculptural,.

## Contexte historique et artistique
Le pavillon de l'Allemagne a été conçu par Albert Speer, architecte en chef du Parti nazi et futur ministre des Armements du Reich, et aménagé intérieurement par Woldemar Brinkmann.

### Exposition universelle de 1937
L'Exposition universelle de 1937, qui se tient à Paris du 25 mai au 25 novembre 1937, est la première exposition universelle organisée en France selon les règles de la Convention de Paris de 1928 sur les expositions internationales. En 1936, le nouveau gouvernement du Front populaire décide de relancer l’idée d’un événement international placé sous le signe de la paix. Le pavillon de l'Allemagne a reçu, comme le pavillon soviétique, la médaille d’or pour l’architecture. 
L'Exposition de 1937 est inaugurée dans un contexte de montée des tensions en Europe : l'Espagne est en proie à une guerre civile, l'URSS est un régime totalitaire et en France, les ligues fascistes menacent la démocratie en 1934. 
Hitler prépare son pays à la guerre et recherche la reconnaissance des autres pays : après avoir organisé les Jeux olympiques de 1936, l'Allemagne nazie trouve dans l'Exposition universelle de 1937 un moyen d'améliorer son image.  
Hitler valide l'avant-projet de son architecte Albert Speer le 16 septembre 1936. Ce dernier, accompagné du commissaire Julius Ruppel, partent à Paris pour que les plans soient validés par les autorités françaises, ce qui est acquis le 22 septembre 1936. Le financement de la construction n'a pas été facile. On estime à 1 000 le nombre de travailleurs allemands qui ont travaillé sur le chantier du pavillon de l’Allemagne. Le chantier, inauguré officiellement le 16 janvier 1937, est apparu très technique et il nécessitait qu'il soit achevé très rapidement. Le pavillon est achevé avant l'ouverture de l'exposition au public, le 25 mai 1937. Il a été comme son voisin soviétique l’une des attractions les plus visitées de l'exposition. 

### Architecture nazie
Dès 1933, le nouveau régime nazi fait fermer le Bauhaus, une école d'architecture et d'arts appliqués, qui avait été fondée en 1919 et qui avait posé les bases de la réflexion sur l'architecture moderne, notamment du style international. Les nazis revalorisent le travail manuel et rejettent la standardisation préconisée par le mouvement moderne ; mais pour autant, le régime nazi ne rejette pas le fonctionnalisme, toujours utilisé dans l’architecture industrielle. 
Relevant souvent de la propagande monumentale, comme le stade olympique de Berlin destiné aux Jeux de 1936, les œuvres du Troisième Reich sont de style néo-classique et font référence à l'architecture antique grecque et romaine. Le régime nazi se pose en effet en héritier de la culture antique.  

## Description et analyse

### Extérieur

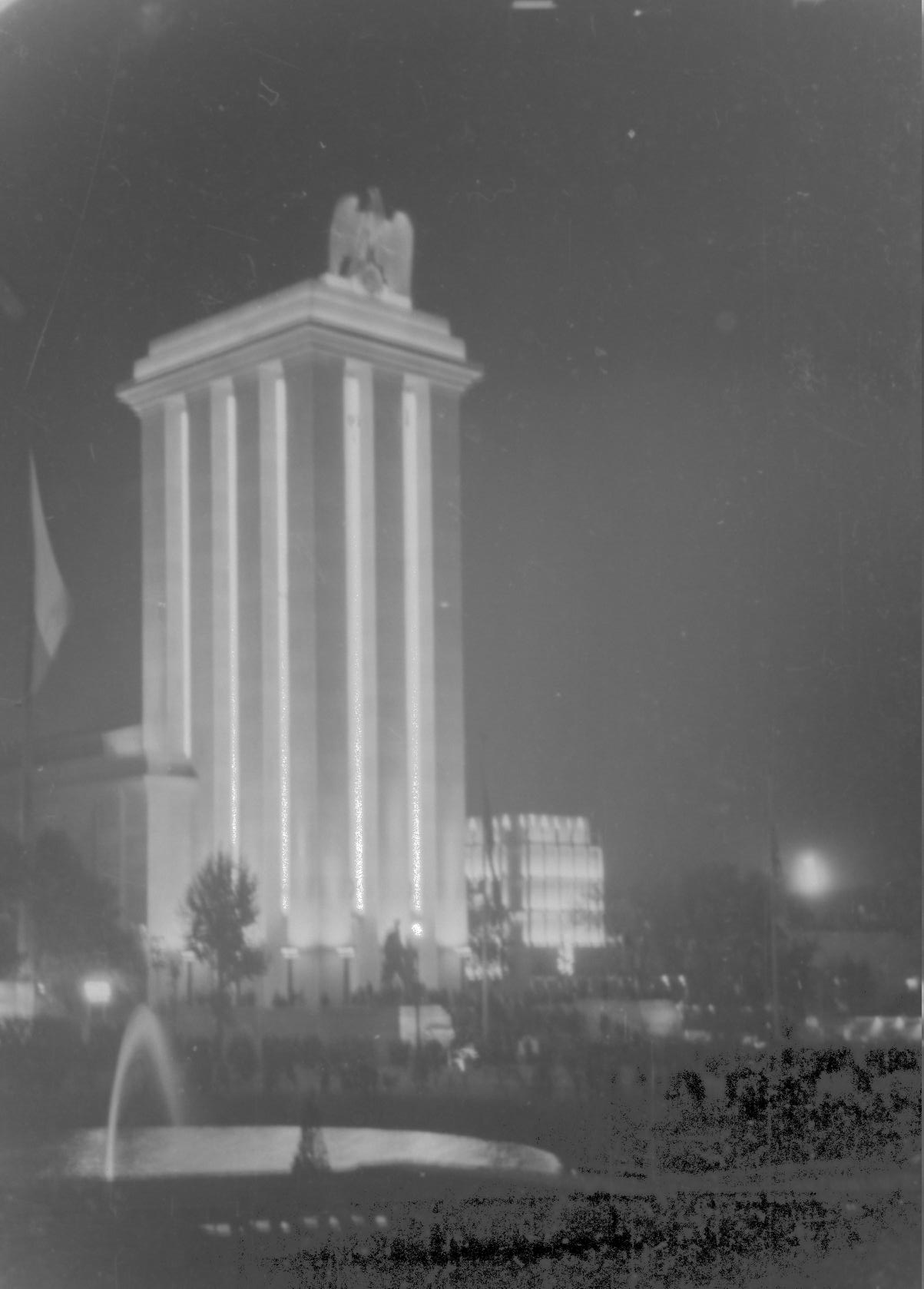
Le pavillon allemand de nuit.

Le pavillon de l'Allemagne se trouvait dans les jardins du Trocadéro, en face du pavillon soviétique, au bord de la Seine, sur la rive droite, à proximité du pont d'Iéna. Il est de style néoclassique et adopte des lignes sobres.
Il avait un hall d’honneur de 140 mètres de long, 20 mètres de large et 15 mètres de haut, une tour de 51 mètres de haut (pour une surface de base 20 mètres sur 15). Par ces dimensions monumentales, Albert Speer a voulu montrer la grandeur et le caractère inébranlable du régime nazi. À l’arrière du pavillon se trouvait une inscription en tube fluorescent indiquant le mot « Deutschland » (1,50 mètre de haut) avec une croix gammée (diamètre de 4,40 mètres). La nuit, le pavillon était éclairé par des projecteurs.
Le pavillon de l'Allemagne est couronné d'un aigle en bronze tenant une croix gammée dans une couronne de chêne : il mesurait 5,50 mètres de hauteur.

Il a fallu des tonnes de matériaux et un nombre impressionnant d'ouvriers allemands venus par trains entiers d'outre-Rhin pour construire ce mastodonte d'acier recouvert de pierre. Les maquettes du pavillon sont visibles sur le site de la médiathèque de l'architecture et du patrimoine de Paris. Le pavillon allemand adopte une allure massive.

« Comment imaginer, devant la pauvreté architecturale de ce néo-classicisme factice et grandiloquent que l'Allemagne était encore, il y a peu de temps, la patrie du Bauhaus. »

« Le Pavillon du IIIe Reich est un des deux pavillons vedettes, énormes, qui se font face comme un défi : le pavillon de l'Allemagne surmonté d'un aigle énorme, livré aux mains de l'architecte Albert Speer en contradiction avec l'inventivité du Bauhaus, et le pavillon de l'URSS de Boris Iofane, prototype de l'architecte stalinien que domine un gigantesque couple musclé brandissant une faucille et un marteau. »

Des années après l'exposition, Speer dira dans ses mémoires : 

« Les emplacements étaient répartis de telle manière que le pavillon allemand et le pavillon soviétique devaient se faire face, trait d’ironie de la direction française de l’Exposition. Le hasard voulut qu’au cours d’une de mes visites à Paris, je m’égare dans une salle où se trouvait la maquette secrète du pavillon soviétique. Sur un socle très élevé, une sculpture d’une dizaine de mètres de hauteur s’avançait triomphalement vers le pavillon allemand. Voyant cela, je conçus un cube massif, rythmées par de lourds pilastres, paraissant arrêter cet assaut, tandis que, du haut de la corniche de ma tour, un aigle, la croix gammée dans ses serres, toisait du regard le couple soviétique. »

### Groupes sculptés

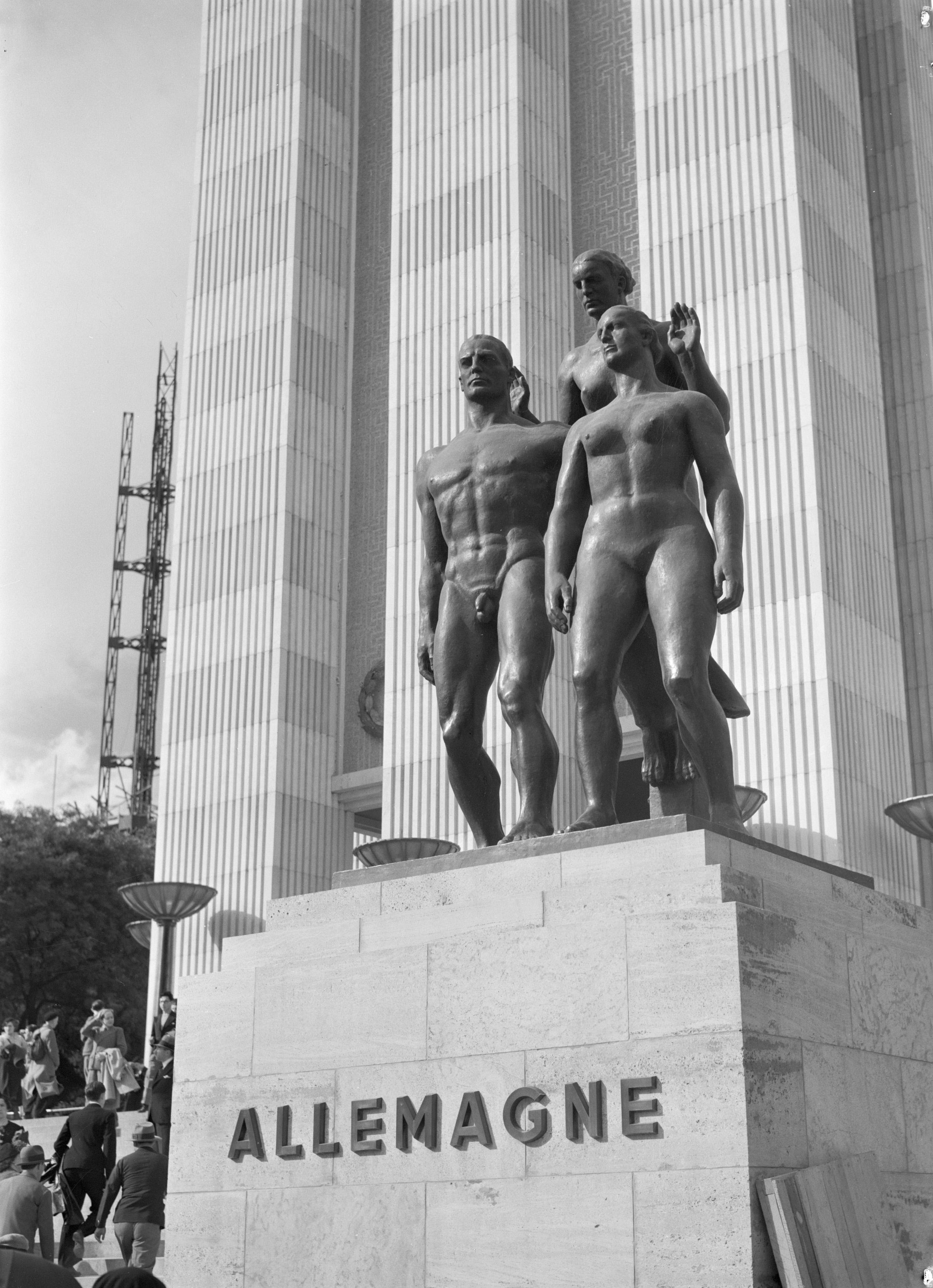
Josef Thorak, La Famille, 1937. Groupe sculpté en bronze devant le pavillon allemand.

Devant le pavillon, deux ensembles de sculptures, l'un La Camaraderie à gauche et l'autre, La Famille à droite, sont les œuvres de Josef Thorak, Autrichien, sculpteur officiel du Reich. Elles se trouvaient de chaque côté d'un grand escalier. Elles sont fondues en 1949. 
La sculpture Comradeship représentait deux gigantesques hommes nus, se serrant les mains et se tenant côte à côte, dans une pose de défense mutuelle et de « camaraderie raciale ».

### Intérieur
L'intérieur du pavillon de l'Allemagne sert de cadre à l'exposition d'œuvres d'art diverses (vitraux, peintures, tapisseries, mosaïques, etc.). Ces oeuvres représentent l’Homme nouveau nazi déclinés sous les figures du paysan, du soldat, de l’athlète, du travailleur mais aussi de la mère de famille. Le bâtiment sert de vitrine à un art allemand décrété comme éternel et qui s'oppose à l’art moderne dit « dégénéré ».
Le hall d’entrée a des proportions monumentales. Il est décoré d'une tapisserie en croix gammée alors que plafond est doté de lustres imposants. Parmi les objets exposés figurent une Mercedes de course, des moteurs d’avions et des maquettes de bateaux. 

## Arts, États, pouvoir
Le pavillon de l'Allemagne est un exemple d'architecture de propagande. Il a été ériger pour montrer la puissance de l'Allemagne nazie. Le pavillon a été conçu comme un monument à « la fierté et la réussite allemandes ». Il s'agissait de faire comprendre au monde qu’une Allemagne nouvelle et puissante avait retrouvé un sentiment de fierté nationale, après l'humiliation de la défaite de 1918.  
Les officiels allemands mettent en avant la rapidité avec laquelle le pavillon a été construit, ce qui démontre pour eux, l'efficacité du régime nazi.  
Les opposants allemands au régime nazi, exilés à Paris, ont distribué des tracts et des brochures sur le site de l’Exposition et jusqu’au pied du pavillon allemand. Dans le pavillon de la Paix, des collectifs privés proches du PCF ont monté des panneaux, pour dénoncer le totalitarisme nazi.  